# فیل برنشتاین
فیلیپ آلن برنشتاین (به انگلیسی: Phil Bernstein)؛ دانشمند رایانه متخصص در تحقیقات پایگاه داده در گروه پایگاه داده مؤسسه تحقیقاتی مایکروسافت است. برنشتاین استاد دانشگاه واشینگتن و عضو کمیته یا رئیس کنفرانس‌هایی مانند وی‌ال‌دی‌بی و سیگمد است. او برنده جایزه نوآوری سیگمد ادگار اف. کاد در سال ۱۹۹۴ و در سال ۲۰۱۱ با جایانت مدهاوان و ارهارد رحم جایزه ۱۰ ساله بهترین مقاله وی‌ال‌دی‌بی را برای مقاله وی‌ال‌دی‌بی۲۰۰۱ "تطابق طرحواره عمومی با کوپید" دریافت کرد.
برنشتاین به دلیل مشارکت در سیستم‌های پردازش تراکنش و پایگاه داده به عضویت آکادمی ملی مهندسی انتخاب شد. او همچنین عضو منتخب انجمن ماشین‌های محاسباتی است. او یکی از اعضای اصلی آکادمی علوم ایالت واشنگتن (۲۰۰۸) است و از سال ۲۰۱۲ تا ۲۰۱۸ در هیئت مدیره آنها خدمت کرده است.